# Olympische Sommerspiele 2016/Golf
Bei den XXXI. Olympischen Spielen 2016 in Rio de Janeiro fanden zwei Wettbewerbe im Golf statt, je einer für Frauen und Männer in der Zählspielweise. Austragungsort war der Campo Olímpico de Golfe im Stadtteil Barra da Tijuca. Golf stand erstmals seit den Sommerspielen 1904 vor 112 Jahren wieder auf dem Programm.

## Bilanz

### Medaillenspiegel

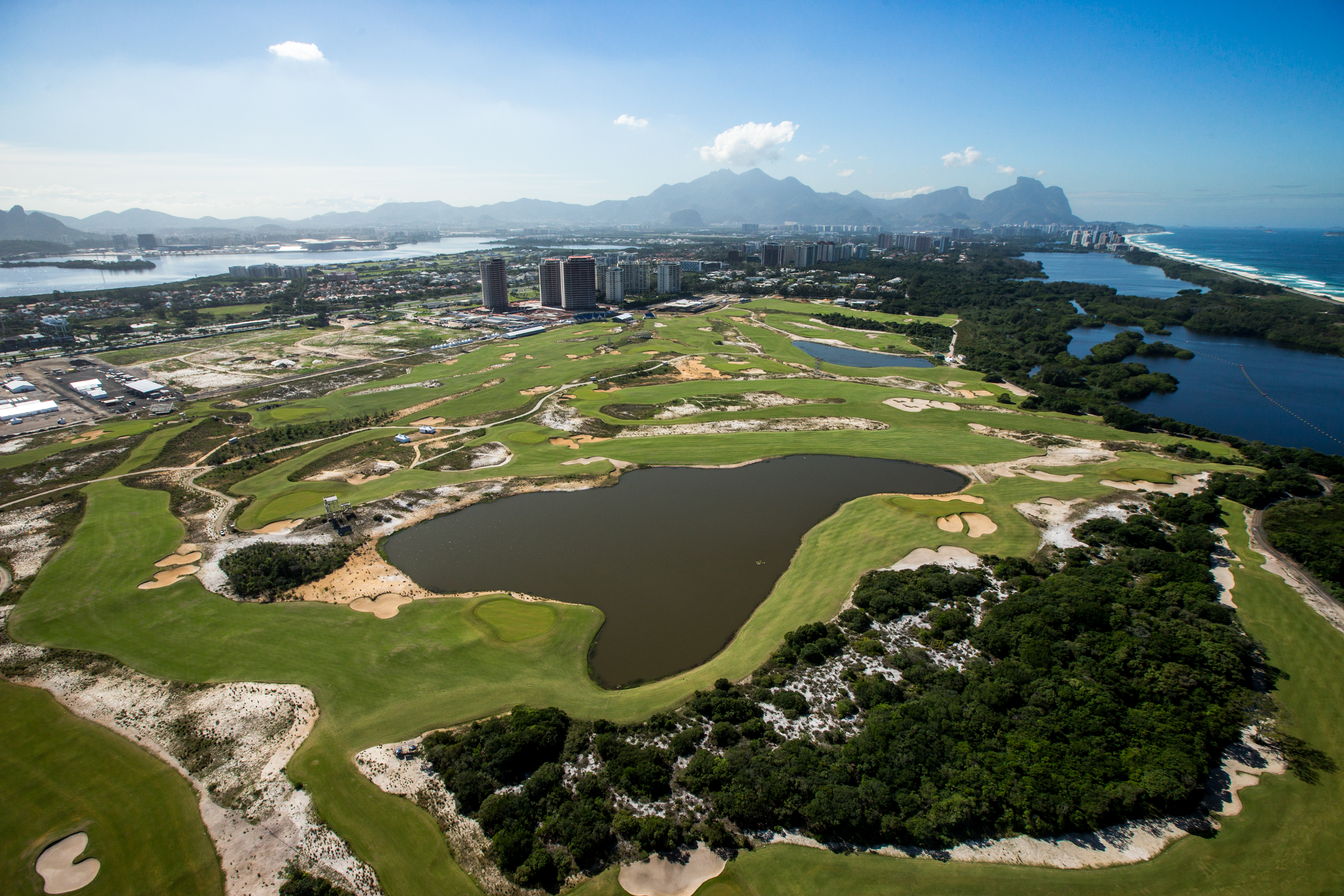
Campo Olímpico de Golfe

| Platz  | Land               | Gold | Silber | Bronze | Gesamt |
| ------ | ------------------ | ---- | ------ | ------ | ------ |
| 1      | Großbritannien     | 1    | –      | –      | 1      |
| 1      | Südkorea           | 1    | –      | –      | 1      |
| 3      | Neuseeland         | –    | 1      | –      | 1      |
| 3      | Schweden           | –    | 1      | –      | 1      |
| 5      | China              | –    | –      | 1      | 1      |
| 5      | Vereinigte Staaten | –    | –      | 1      | 1      |
| Gesamt | Gesamt             | 2    | 2      | 2      | 6      |

### Medaillengewinner
| Konkurrenz | Gold        | Silber         | Bronze        |
| ---------- | ----------- | -------------- | ------------- |
| Männer     | Justin Rose | Henrik Stenson | Matt Kuchar   |
| Frauen     | Park In-bee | Lydia Ko       | Feng Shanshan |

## Ergebnisse

### Männer
| Platz | Land | Spieler              | Total | Par 71 |
| ----- | ---- | -------------------- | ----- | ------ |
| 1     | GBR  | Justin Rose          | 268   | −16    |
| 2     | SWE  | Henrik Stenson       | 270   | −14    |
| 3     | USA  | Matt Kuchar          | 271   | −13    |
| 4     | BEL  | Thomas Pieters       | 275   | −9     |
| 5     | THA  | Kiradech Aphibarnrat | 276   | −8     |
| 5     | ESP  | Rafael Cabrera-Bello | 276   | −8     |
| 5     | AUS  | Marcus Fraser        | 276   | −8     |
| 8     | ESP  | Sergio García        | 277   | −7     |
| 8     | ARG  | Emiliano Grillo      | 277   | −7     |
| 8     | USA  | Bubba Watson         | 277   | −7     |

Datum: 11. bis 14. August 2016 

60 Teilnehmer aus 34 Ländern

### Frauen
| Platz | Land | Spieler          | Total | Par 71 |
| ----- | ---- | ---------------- | ----- | ------ |
| 1     | KOR  | Park In-bee      | 268   | −16    |
| 2     | NZL  | Lydia Ko         | 273   | −11    |
| 3     | CHN  | Feng Shanshan    | 274   | −10    |
| 4     | USA  | Stacy Lewis      | 275   | −9     |
| 4     | JPN  | Harukyo Nomura   | 275   | −9     |
| 4     | KOR  | Amy Yang         | 275   | −9     |
| 7     | CAN  | Brooke Henderson | 276   | −8     |
| 7     | GBR  | Charley Hull     | 276   | −8     |
| 7     | AUS  | Minjee Lee       | 276   | −8     |
| 10    | NOR  | Suzann Pettersen | 277   | −7     |

Datum: 17. bis 20. August 2016 

60 Teilnehmerinnen aus 34 Ländern